# Soulrebell
Soulrebell är svenska soulartisten Kaahs andra album. Det släpptes under 2000.

## Låtlista
1. "Min värld"
2. "(Det finns) Ingen kärlek kvar"
3. "Lille Alfons"
4. "Från Studio M"
5. "Kaahlla mej"
6. "Gör va' du gör"
7. "Även om jag tycker om dej"
8. "Över nu"
9. "Det svåraste"
10. "Soulrebell"